# Col de la Valette (massif de la Vanoise)
Pour les articles homonymes, voir Col de la Valette.
Le col de la Valette est un col de France situé en Savoie, au-dessus de la Pralognan-la-Vanoise, dans le massif de la Vanoise, dans le parc national de la Vanoise. Il est franchi par un sentier faisant partie du Tour des Glaciers de la Vanoise entre le secteur du cirque du Petit Marchet au nord-est et celui du vallon du Doron de Chavière au sud-ouest. Il est dominé par le roc de la Valette (2 602 m) au nord-ouest et le pic de la Vieille Femme (2 304 m) avec par-delà les glaciers de la Vanoise au sud-est. Le refuge de la Valette se trouve à quelques mètres au sud-est du col et le lac de la Valette à l'est.

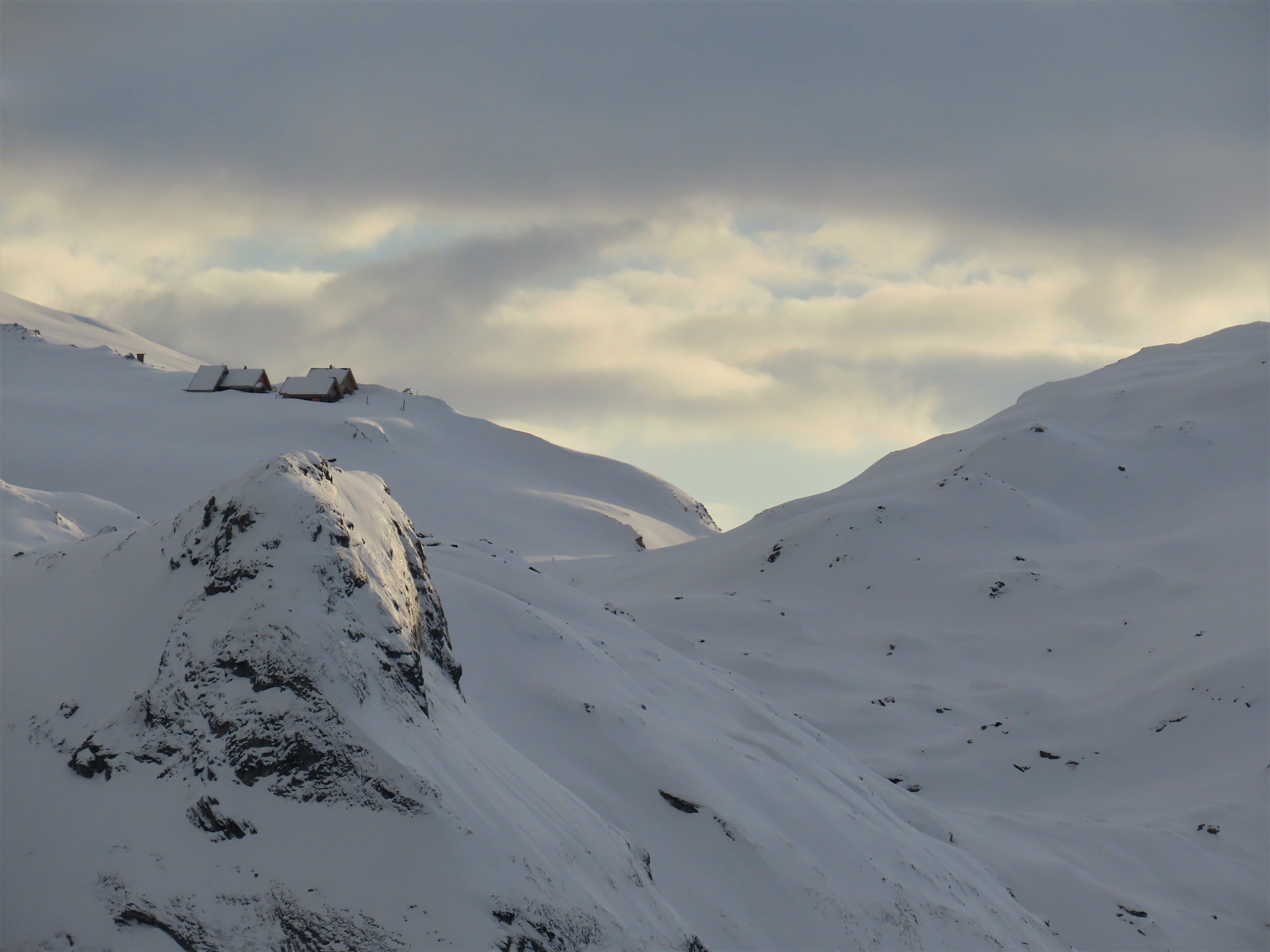
Vue hivernale du col et du refuge de la Valette depuis les hauteurs du mont Bochor au nord.

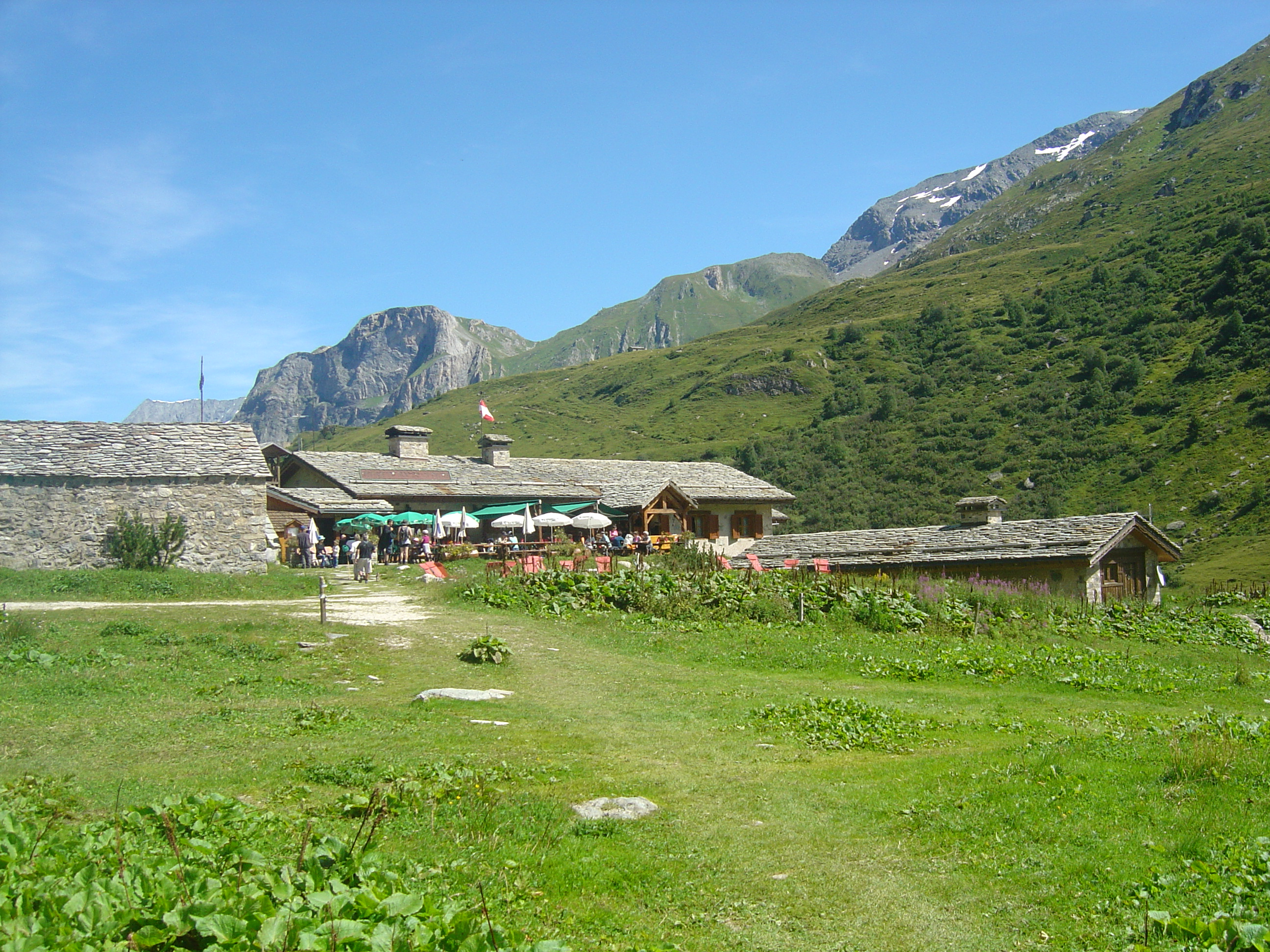
Vue depuis le refuge du Roc de la Pêche au sud-ouest du col de la Valette encadré par le roc de la Valette à gauche et le pic de la Vieille Femme à droite.